# Губернатор Питкэрна
Губернатор Питкэрна (англ. Governor of Pitcairn) — представитель британского монарха на Островах Питкэрн. Питкэрн обладает значительной местной автономией, но находится под властью колониального губернатора.

## История
Из-за небольшой численности населения Питкэрна (в 1930-х годах на острове проживало 233 человека, а с тех пор их стало менее 50 человек) британцы никогда не считали целесообразным размещать постоянного губернатора на Питкэрне. Вместо этого губернатор Фиджи с 1898 года являлся также и губернатором Питкэрна. Когда в 1970 году Фиджи обрели независимость, губернаторство на Питкэрне было передано верховному комиссару Великобритании в Новой Зеландии. Офис губернатора Питкэрна расположен в городе Окленд в Новой Зеландии.
На протяжении большей части своей истории власть губернатора Питкэрна была номинальной. Однако Ричард Фелл, губернатор островов Питкэрн в период с 2001 по 2006 год, использовал предоставленные ему полномочия, чтобы уволить мэра Стива Кристиана, участвовавшего в судебном процессе по делу об изнасиловании на Питкэрне в 2004 году.
В настоящее время должность губернатора Питкэрна занимает Лаура Кларк.

## Список губернаторов (1970 — настоящее время)
| №  | Портрет | Имя (годы жизни)                                                      | Полномочия      | Полномочия      |
| №  | Портрет | Имя (годы жизни)                                                      | Начало          | Окончание       |
| -- | ------- | --------------------------------------------------------------------- | --------------- | --------------- |
| 1  |         | Сэр Артур Норман Голсуорси англ. Arthur Norman Galsworthy (1916–1986) | октябрь 1970    | январь 1973     |
| 2  |         | Сэр Дэвид Обри Скотт англ. David Aubrey Scott (1919–2010)             | январь 1973     | 1975            |
| 3  |         | Сэр Харольд Смедли англ. Harold Smedley (1920–2004)                   | февраль 1976    | 1980            |
| 4  |         | Ричард Стрэттон англ. Richard Stratton (–)                            | сентябрь 1980   | 1984            |
| 5  |         | Теренс Дэниел О’Лири англ. Terence Daniel O'Leary (–)                 | июль 1984       | 1987            |
| 6  |         | Робин Бьятт англ. Robin Byatt (–)                                     | декабрь 1987    | 1990            |
| 7  |         | Давид Мосс англ. David Moss (род. 1938)                               | сентябрь 1990   | 1994            |
| 8  |         | Роберт Джон Алстон англ. Robert John Alston (род. 1938)               | август 1994     | 10 февраля 1998 |
| 9  |         | Мартин Уильямс англ. Martin Williams (род. 1941)                      | апрель 1998     | 2001            |
| 10 |         | Ричард Фелл англ. Richard Fell (род. 1948)                            | 10 декабря 2001 | апрель 2006     |
| 11 |         | Джордж Фергюссон англ. George Fergusson (род. 1955)                   | 2 мая 2006      | 18 мая 2010     |
| —  |         | Майк Черретт англ. Mike Cherrett (?–?)                                | 19 мая 2010     | 3 июня 2010     |
| 12 |         | Виктория Трейделл англ. Victoria Treadell (род. 1959)                 | 3 июня 2010     | июль 2014       |
| 13 |         | Джонатан Синклер англ. Jonathan Sinclair (род. 1970)                  | 15 августа 2014 | 9 декабря 2017  |
| —  |         | Робин Шакелл англ. Robin Shackell (–)                                 | 9 декабря 2017  | 25 января 2018  |
| 14 |         | Лаура Кларк англ. Laura Clarke (род. 1978)                            | 25 января 2018  | 7 июля 2022     |
| 15 |         | Иона Томас англ. Iona Thomas (–)                                      | 9 августа 2022  | настоящее время |